# Söğütlü (Sakarya)
Söğütlü ist eine Stadtgemeinde (Belediye) im gleichnamigen Ilçe (Landkreis) der Provinz Sakarya und gleichzeitig ein Stadtbezirk der 2000 geschaffenen Büyüksehir belediyesi Sakarya (Großstadtgemeinde/Metropolprovinz) in der Türkei. Seit der Gebietsreform 2013 ist die Gemeinde flächen- und einwohnermäßig identisch mit dem Landkreis. Söğütlü liegt etwa 15 Kilometer nördlich der „alten“ Provinzhauptstadt Adapazarı. Die im Stadtlogo vorhandene Jahreszahl (1956) dürfte auf das Jahr der Ernennung zur Stadtgemeinde (Belediye) hinweisen.
Der Landkreis liegt im nördlichen Zentrum der Provinz. Er grenzt im Süden an Adapazarı, im Westen an Kaynarca, im Norden an Ferizli und im Osten an Hendek. Die Stadt und den Landkreis durchquert die Fernstraße D-650, die von Antalya am Mittelmeer über Burdur, Afyonkarahisar und Kütahya kommend bis nach Karasu am Schwarzen Meer verläuft. Die östliche Grenze des Landkreises bildet der Fluss Sakarya, der weiter nördlich ins Schwarze Meer mündet. Im Westen liegt der See Akgöl. Im Norden des Kreises liegt die 353 Meter hohe Erhebung Oflak Dağı.
Der im hauptstädtischen Zentralkreis (Merkez Ilçe) bestehende Bucak Söğütlü wurde durch das Gesetz Nr. 3644 aufgelöst und bildete zusammen mit vier weiteren Dörfern des Zentralkreises die beiden neuen Kreise Söğütlü und Ferizli. Der neu gegründete Kreis Söğütlü bestand seit 1990 aus der gleichnamigen Belediye (als Bucak Merkezi, also dem Verwaltungssitz) und 19 Dörfern.
(Bis) Ende 2012 bestand der Landkreis aus der Kreisstadt und aus 15 Dörfern (Köy), die während der Verwaltungsreform 2013 in Mahalle (Stadtviertel, Ortsteile) überführt wurden, die acht existierenden Mahalle der Kreisstadt blieben erhalten. Den Mahalle steht ein Muhtar als oberster Beamter vor.
Ende 2020 lebten durchschnittlich 618 Menschen in jedem dieser 23 Mahalle, 2.391 Einw. im bevölkerungsreichsten (Küçük Söğütlü Mah.).